# Have You Ever Seen the Rain?
Have You Ever Seen the Rain? е песен, написана от Джон Фогърти и издадена като сингъл през 1971 г. в албума Pendulum на американската рок група „Кридънс Клиъруотър Ривайвал“. Песента се класира на най-висока позиция в Канада, достига №1 в националната класация за сингли през март 1971 г. В САЩ през същата година тя достига №8 в класацията за сингли „Билборд Хот 100“ (където е посочено като Have You Ever Seen the Rain/Hey Tonight, на обратната страна на плочата). В поп класацията на „Кеш Бокс“ Have You Ever Seen the Rain? достига до №3, а във Великобритания сингълът достига №36. Това е осмият „златен“ сингъл на групата.
Някои хора спекулират, че текстът на песента препраща към войната във Виетнам, като „дъждът“ е метафора за бомби, падащи от небето. В рецензията си за уебсайта „Олмюзик“, Марк Деминг предполага, че песента е за идеализма от 60-те години на 20-и век и за това как тя избледнява след събития като безплатния концерт на Алтамонт и стрелбата в Кент, САЩ, и че Фогърти казва, че същите проблеми от 60-те години на 20-и век все още съществуват през 70-те, но хората вече не се борят срещу тях. Самият Фогърти обаче казва в интервюта и преди да изсвири песента на живо, че става дума за нарастващо напрежение в групата и предстоящото напускане на брат му Том от нея. В интервю Фогърти заявява, че песента е написана за това, че те са на върха на класациите и са надминават всичките си най-смели очаквания за слава и богатство. След продолжителни проблеми между членовете на групата, „Кридънс Клиъруотър Ривайвал“ се разпада през октомври следващата година след издаването на албума Mardi Gras.
В буквален смисъл песента описва слънчев душ: „Ще вали слънчев ден“, а в припева „виждал ли си някога дъжда, който идва в слънчев ден?“. Тези събития са особено чести в Луизиана, Мисисипи и Алабама, но по-рядко в други части на САЩ, поради локализирани ефекти на срязване на атмосферния вятър. В южния регионален диалект дори има термин за това: „дяволът бие жена си“.
Джон Фогърти издава версия на песента, записана на живо, в своя видеоалбум – The Long Road Home – In Concert, който е записан в Театър Уилтърн в Лос Анджелис, Калифорния, на 15 септември 2005 г.